# Lloyd Blankfein
Lloyd Craig Blankfein (Nova York, 20 de Setembro de 1954) é um banqueiro e advogado norte-americano. Ele assumiu o cargo de diretor executivo da Goldman Sachs em 2006, após a saída de Henry Paulson como secretário do Tesouro do governo de George W. Bush.

## Biografia
Blankfein nasceu no Bronx, Nova York, em uma família judia pobre. Ele foi criado em habitação social da Housing Authority de Nova York. Seu pai Seymour era um funcionário dos correios em Manhattan e sua mãe era uma recepcionista numa empresa do alarme contra roubos. Blankfein dividia o quarto com a avó; sua irmã mais velha divorciada e seu filho estavam no quarto ao lado. Ele trabalhou como vendedor de amendoins e hot dogs no Yankee Stadium. Recebeu a educação primária e secundária nas escolas públicas e a escola hebraica em B'nai Israel de Nova York. Para ganhar algum dinheiro para gastar enquanto participava na Thomas Jefferson High School em seu bairro Brooklyn, Blankfein trabalhou em 1971 como salva-vidas e se meteu em melhor forma, depois de anos de luta com o seu peso. Ele era um estudante de bolsa de estudos na Universidade de Harvard e obteve seu mestrado em 1975, teve de trabalhar na lanchonete. Depois seu mestrado em 1978, Blankfein recebeu um Juris Doctor (J.D.) da Harvard Law School.
Em 1981, ele aplicou a Goldman Sachs, no entanto, mas não foi aceito. Blankfein então trabalhou quatro anos como um advogado corporativo, especializado em impostos, para a empresa Donovan, Leisure, Newton & Irvine. Como Goldman Sachs comprou a sua entidade patronal, ele estava automaticamente na empresa em que tinha anteriormente aplicada sem sucesso. Ele rapidamente fez uma carreira brilhante e juntou-se ao braço comercial da Goldman Sachs como especialista no preço dos metais preciosos em seu escritório em Londres. Ele é o presidente da Asia Society da família Rockefeller. Ele faz parte do conselho da Fundação Robin Hood, uma organização de caridade que trabalha para reduzir a pobreza em Nova York e é um conselheiro para a supervisão do Weill Medical College da Universidade Cornell.
Uma boa palavra que ele pronunciou um dia - "Eu sou a obra de Deus" - tem sido amplamente divulgado nos meios de comunicação, o Sunday Times, por exemplo, justapondo sua fotografia com uma imagem do Rei-Sol na primeira página de seu suplemento.